# Cúpula (módulo da ISS)
Cúpula é um módulo observatório da Estação Espacial Internacional (ISS) construído pela Agência Espacial Europeia. É utilizado para observar experimentos e acoplamentos. Foi lançada a bordo da missão STS-130 do ônibus espacial Endeavour em 8 de fevereiro de 2010 e acoplada ao módulo Tranquility. Com a instalação da cúpula, a construção da ISS atingiu o nível de 85 por cento de completude. A cúpula é a maior janela já utilizada no espaço.
Concebida pela Alenia Spazio (Itália), mede aproximadamente 2 metros em diâmetro e 1,5 metros de altura. Dispõe de 6 janelas e uma janela superior, todas equipadas com persianas especiais para protecção contra micrometeoritos. A concepção da Cúpula estava orientada para que uma das duas estações de trabalho robótico do Canadarm2 fosse eventualmente instalada na Cúpula, que liga directamente ao módulo Unity.

## Especificações

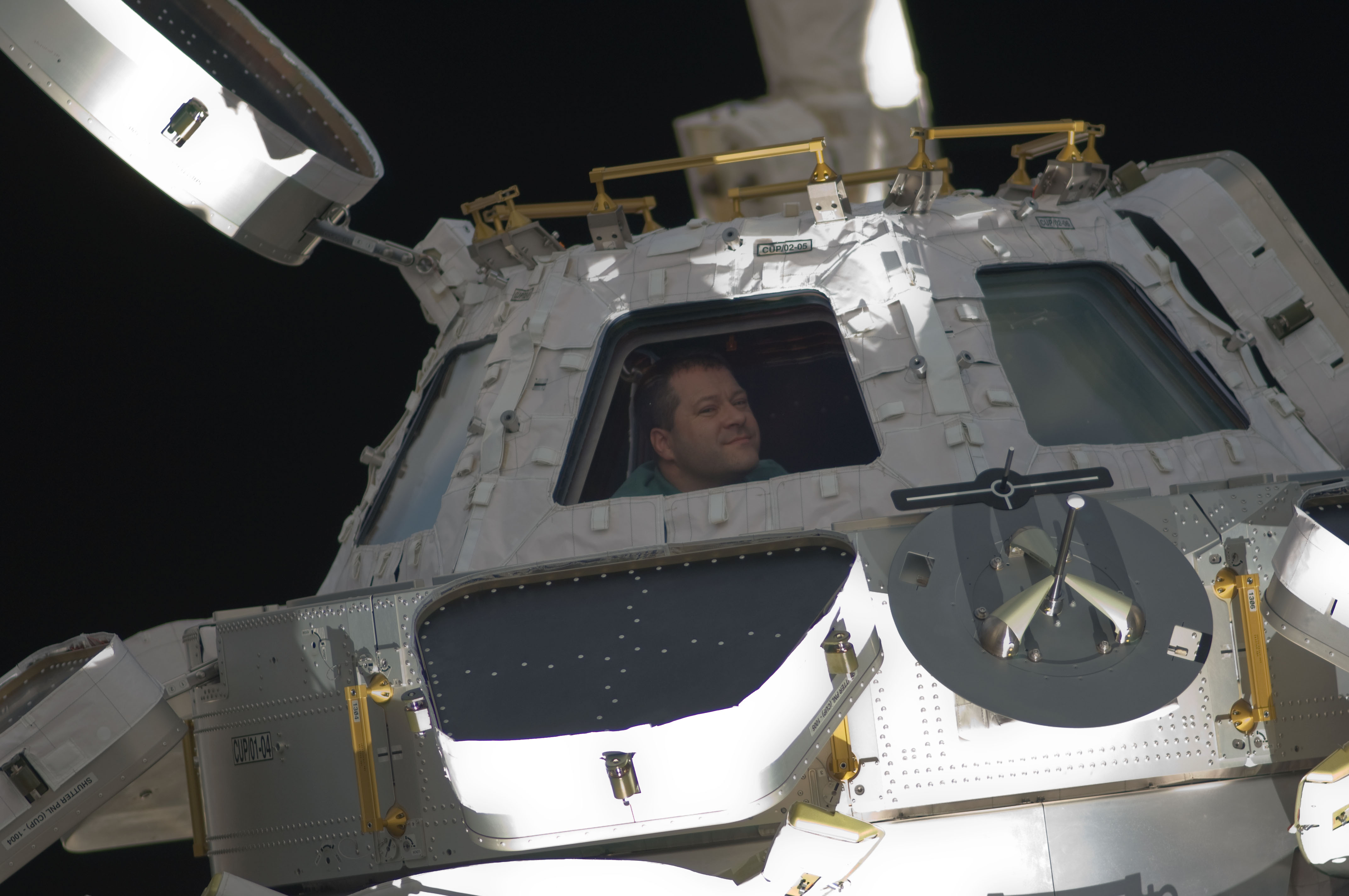
Visão externa da cúpula com as persianas abertas

- - Altura - 1.5 m
  - Diâmetro - 2,95 m
  - Massa - 1,880 kg